# Patrick Swayze
Patrick Wayne Swayze (udtales: ˈsweɪzi: født 18. august 1952 i Houston, Texas, død 14. september 2009 i Los Angeles, Californien) var en amerikansk danser, skuespiller, sanger og sangskriver. Swayze fik gennembrud i rollen som danseinstruktør sammen med Jennifer Grey i filmen Dirty Dancing fra 1987.

## Biografi
Swayze var søn af Jesse Wayne Swayze og koreograf og balletskoleejer Patsy Swayze. Hans bror, Don Swayze, er også skuespiller. Hans formelle dansetræning var ved "the Harkness Ballet" og "Joffrey Ballet Schools" i New York City.

## Kræft
Patrick Swayze fik konstateret kræft i bugspytkirtlen i slutning af januar 2008. Flere amerikanske aviser skrev, at det var meget alvorligt, men Patrick Swayzes talsmand sagde 5. marts 2008 at sygdommen var begrænset og at behandlingen havde positiv effekt. I november 2008 skrev National Enquirer dog, at kræften havde spredt sig til leveren, og at lægerne havde opgivet håbet. Det kom samtidig frem, at Swayze selv havde opgivet og havde trukket sig tilbage til sin ranch med sin kone. Swayze selv benægtede dog, at dette skulle være sandt.

## Filmografi
| År   | Film                                             | Rolle                | Bemærkninger         |
| ---- | ------------------------------------------------ | -------------------- | -------------------- |
| 1979 | Skatetown, U.S.A.                                | Ace Johnson          |                      |
| 1981 | M*A*S*H                                          | Menig Gary Sturgis   | Tv-serie, afsnit 146 |
| 1983 | The Outsiders                                    | Darrel Curtis        |                      |
| 1983 | Uncommon Valor                                   | Kevin Scott          |                      |
| 1984 | Grandview, U.S.A.                                | Ernie 'Slam' Webster |                      |
| 1984 | Red Dawn                                         | Jed                  |                      |
| 1985 | North and South                                  | Orry Main            | Tv-serie             |
| 1986 | Youngblood                                       | Derek Sutton         |                      |
| 1986 | North and South, Book II                         | Orry Main            | Tv-serie             |
| 1986 | Amazing Stories                                  | Eric David Peterson  | Tv-serie, afsnit 31  |
| 1987 | Dirty Dancing                                    | Johnny Castle        |                      |
| 1987 | Steel Dawn                                       | Nomad                |                      |
| 1988 | Tiger Warsaw                                     | Chuck 'Tiger' Warsaw |                      |
| 1989 | Road House                                       | Dalton               |                      |
| 1989 | Next of Kin                                      | Truman Gates         |                      |
| 1990 | Ghost                                            | Sam Wheat            |                      |
| 1991 | Point Break                                      | Bodhi                |                      |
| 1992 | City of Joy                                      | Max Lowe             |                      |
| 1993 | Father Hood                                      | Jack Charles         |                      |
| 1995 | Tall Tale                                        | Pecos Bill           |                      |
| 1995 | To Wong Foo, Thanks for Everything! Julie Newmar |                      |                      |
| 1995 | Three Wishes                                     | Jack McCloud         |                      |
| 1998 | Black Dog                                        | Jack Crews           |                      |
| 1998 | Letters from a killer                            | Race Darnell         |                      |
| 2000 | Forever Lulu                                     | Ben Clifton          |                      |
| 2001 | Green Dragon                                     | Sergent Jim Lance    |                      |
| 2001 | Donnie Darko                                     | Jim Cunningham       |                      |
| 2002 | Waking up in Reno                                | Roy Kirkendall       |                      |
| 2003 | One Last Dance                                   | Travis MacPhearsam   |                      |
| 2003 | 11:14                                            | Frank                |                      |
| 2004 | Whoopi                                           | Tony                 | Tv-serie, afsnit 15  |
| 2004 | Dirty Dancing: Havana Nights                     | Danselærer           |                      |
| 2004 | George and the Dragon                            | Garth                |                      |
| 2005 | Svigermor(d)                                     | Lance                |                      |
| 2006 | Mads og Mikkel 2                                 | Cash                 | Tegnefilm            |
| 2007 | Jump!                                            | Richard Pressburger  |                      |
| 2007 | Christmas in Wonderland                          | Wayne Saunders       |                      |
| 2009 | Powder Blue                                      | Velvet Larry         |                      |
| 2009 | The Beast                                        | Charles Barker       | Tv-serie, 10 afsnit  |